# Stepanovićevo
Stepanovićevo (izvirno srbsko Степановићево; madžarsko Bácshadikfalva) je naselje v Srbiji, ki upravno spada pod Občino Novi Sad; slednja pa je del Južnobačkega upravnega okraja.

## Demografija
V naselju živi 1776 polnoletnih prebivalcev, pri čemer je njihova povprečna starost 40,6 let (39,0 pri moških in 42,0 pri ženskah). Naselje ima 682 gospodinjstev, pri čemer je povprečno število članov na gospodinjstvo 3,25.
To naselje je, glede na rezultate popisa iz leta 2002, večinoma srbsko.
|  |

| Demografija | Demografija     | Demografija     |
| Leto        | Št. prebivalcev | Št. prebivalcev |
| ----------- | --------------- | --------------- |
|             |                 |                 |
|             |                 |                 |
|             |                 |                 |
|             |                 |                 |
| 1948        | 1965            |                 |
| 1953        | 1916            |                 |
| 1961        | 2169            |                 |
| 1971        | 2188            |                 |
| 1981        | 2096            |                 |
| 1991        | 2020            | 2005            |
| 2002        | 2247            | 2214            |
|             |                 |                 |

| Etnična sestava po popisu iz leta 2002 | Etnična sestava po popisu iz leta 2002 | Etnična sestava po popisu iz leta 2002 | Etnična sestava po popisu iz leta 2002 | Etnična sestava po popisu iz leta 2002 |
| -------------------------------------- | -------------------------------------- | -------------------------------------- | -------------------------------------- | -------------------------------------- |
| Srbi                                   | Srbi                                   |                                        | 2.117                                  | 95,61%                                 |
| Jugoslovani                            | Jugoslovani                            |                                        | 19                                     | 0,85%                                  |
| Slovaki                                | Slovaki                                |                                        | 14                                     | 0,63%                                  |
| Madžari                                | Madžari                                |                                        | 9                                      | 0,40%                                  |
| Črnogorci                              | Črnogorci                              |                                        | 8                                      | 0,36%                                  |
| Hrvati                                 | Hrvati                                 |                                        | 7                                      | 0,31%                                  |
| Čehi                                   | Čehi                                   |                                        | 1                                      | 0,04%                                  |
| Ukrajinci                              | Ukrajinci                              |                                        | 1                                      | 0,04%                                  |
| Rusini                                 | Rusini                                 |                                        | 1                                      | 0,04%                                  |
| Nemci                                  | Nemci                                  |                                        | 1                                      | 0,04%                                  |
| Makedonci                              | Makedonci                              |                                        | 1                                      | 0,04%                                  |
| Bunjevci                               | Bunjevci                               |                                        | 1                                      | 0,04%                                  |
| Neznano                                | Neznano                                |                                        | 18                                     | 0,81%                                  |